# Майское (Крым)
Ма́йское (до 1945 года Ма́йфельд, до 1929 года Хакла́й; укр. Майське, крымскотат. Mayskoye, Майское) — село в Джанкойском районе Республики Крым, центр Майского сельского поселения (согласно административно-территориальному делению Украины — Майского сельского совета Автономной Республики Крым).

## Современное состояние
На 2017 год в Майском числится 22 улицы и 5 переулков; на 2009 год, по данным сельсовета, село занимало площадь 198 гектаов на которой, в 802 дворах, проживало более 2,2 тысячи человек. В селе действуют средняя общеобразовательная школа и школа с крымскотатарским языком обучения, детский сад «Солнышко», Дом культуры «Россия»

## География
Расположено в 25 километров (по шоссе) от Джанкоя и примерно в 2 километрах от железнодорожной станции Азовское, высота центра села над уровнем моря — 18 м. Транспортное сообщение осуществляется по региональной автодороге 35Н-185 от шоссе 35А-002 граница с Украиной — Симферополь — Алушта — Ялта до Азовского (по украинской классификации — С-0-10461).

## История

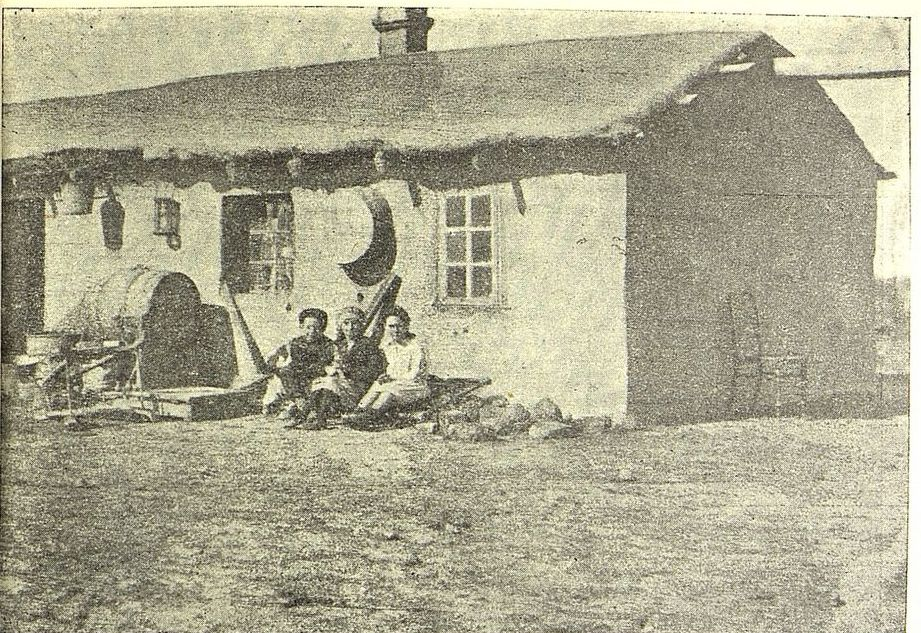
Переселенческий дом в коммуне Хаклай, 1925 год.

До 1917 года территория современного села принадлежала крупному землевладельцу Карашайскому и использовалась как пастбище.
В 1923 году переселенцы, преимущественно евреи, из Витебской, Гродненской, Могилёвской и других губерний современной Белоруссии поселились возле села Калай, где им было отведено 1500 десятин земли. Поселенцы основали коммуну Хаклай (ивр. חקלאי‎ — «Крестьянин»), в которой было 54 хозяйства и 289 жителей. Каждая переселенческая семья, в зависимости от количества её членов, получила от 18 до 36 десятин земли. Согласно Списку населённых пунктов Крымской АССР по Всесоюзной переписи 17 декабря 1926 года, в селе Хоклай, Ротендорфского сельсовета Джанкойского района, числилось 68 дворов, из них 59 крестьянских, население составляло 287 человек, из них 271 еврей, 10 русских и 6 украинцев.
В 1929 году Хаклай был переименован в Майфельд (в переводе с идиша — «майское поле»). На начало 1929 года был образован Майфельдский сельский совет. В январе 1932 года оба колхоза объединились в одно хозяйство «Майфельд», в котором числилось 63 члена и 239 едоков. Весной 1932 года все землеобрабатывающие хозяйства (а их было 68) вступили в колхоз. Постановлением ВЦИК «О реорганизации сети районов Крымской АССР» от 30 октября 1930 года, был создан Биюк-Онларский район, как немецкий национальный в который включили село. После образования в 1935 году Колайского района село, вместе с сельсоветом, включили в его состав. По данным всесоюзной переписи населения 1939 года в селе проживало 685 человек. Вскоре после начала отечественной войны часть еврейского населения Крыма была эвакуирована, из оставшихся под оккупацией большинство расстреляны.
Ныне Братская могила мирных жителей — жертв фашистского террора на сельском кладбище является ОКН народов России  Объект культурного наследия народов РФ регионального значения. Рег. № 911710899260005 (ЕГРОКН).
12 апреля 1944 года части 19-го танкового корпуса под командованием генерал-лейтенанта И. Д. Васильева и отряды 51-й армии, преследуя врага, который отступал от Джанкоя на Сейтлер, освободили Майфельд. 12 августа 1944 года было принято постановление № ГОКО-6372с «О переселении колхозников в районы Крыма» и в сентябре 1944 года в район приехали первые новоселы (162 семьи) из Житомирской области, а в начале 1950-х годов последовала вторая волна переселенцев из различных областей Украины. Указом Президиума Верховного Совета РСФСР от 21 августа 1945 года Майфельд был переименован в Майское и Майфельдский сельсовет — в Майский. С 25 июня 1946 года Майское в составе Крымской области РСФСР. В августе 1950 года, после объединения с тремя соседними хозяйствами («Победа», «Первое Мая» и имени Чкалова) был создан колхоз «Ленинский Путь». 26 апреля 1954 года Крымская область была передана из состава РСФСР в состав УССР. В 1961 году, после очередного укрупнения, образован колхоз «Россия» с центром в селе Майское, в 1963 году построено здание новой восьмилетней школы (с 1967 года — средняя). 1 января 1965 года, указом Президиума ВС УССР «О внесении изменений в административное районирование УССР — по Крымской области», село вновь включили в состав Джанкойского района. В 1969 году в хозяйство пришла вода Северо-Крымского канала. На 1974 год в Майском числилось 1813 жителей. По данным переписи 1989 года в селе проживало 2694 человека. С 12 февраля 1991 года село в восстановленной Крымской АССР, 26 февраля 1992 года переименованной в Автономную Республику Крым. С 21 марта 2014 года в составе Крыма аннексировано Россией.

## Известные уроженцы
- Полюшкин Алексей Егорович

## Население
| 2001 | 2014  |
| ---- | ----- |
| 2264 | ↘2016 |

Всеукраинская перепись 2001 года показала следующее распределение по носителям языка
| Язык             | Процент |
| ---------------- | ------- |
| русский          | 71.2    |
| украинский       | 14.44   |
| крымскотатарский | 14.13   |
| другие           | 0.04    |

### Динамика численности
- 1926 год — 287 чел.[21]
- 1939 год — 658 чел.[25]
- 1989 год — 2694 чел.[25]
- 2001 год — 2264 чел.[40]
- 2014 год — 2016 чел.[41]